# Neuville-au-Cornet
Neuville-au-Cornet – miejscowość i gmina we Francji, w regionie Hauts-de-France, w departamencie Pas-de-Calais.
Według danych na rok 1990 gminę zamieszkiwało 78 osób, a gęstość zaludnienia wynosiła 34 osób/km² (wśród 1549 gmin regionu Nord-Pas-de-Calais Neuville-au-Cornet plasuje się na 1110. miejscu pod względem liczby ludności, natomiast pod względem powierzchni na miejscu 890.).